# Arnold Borissowitsch Lachowski

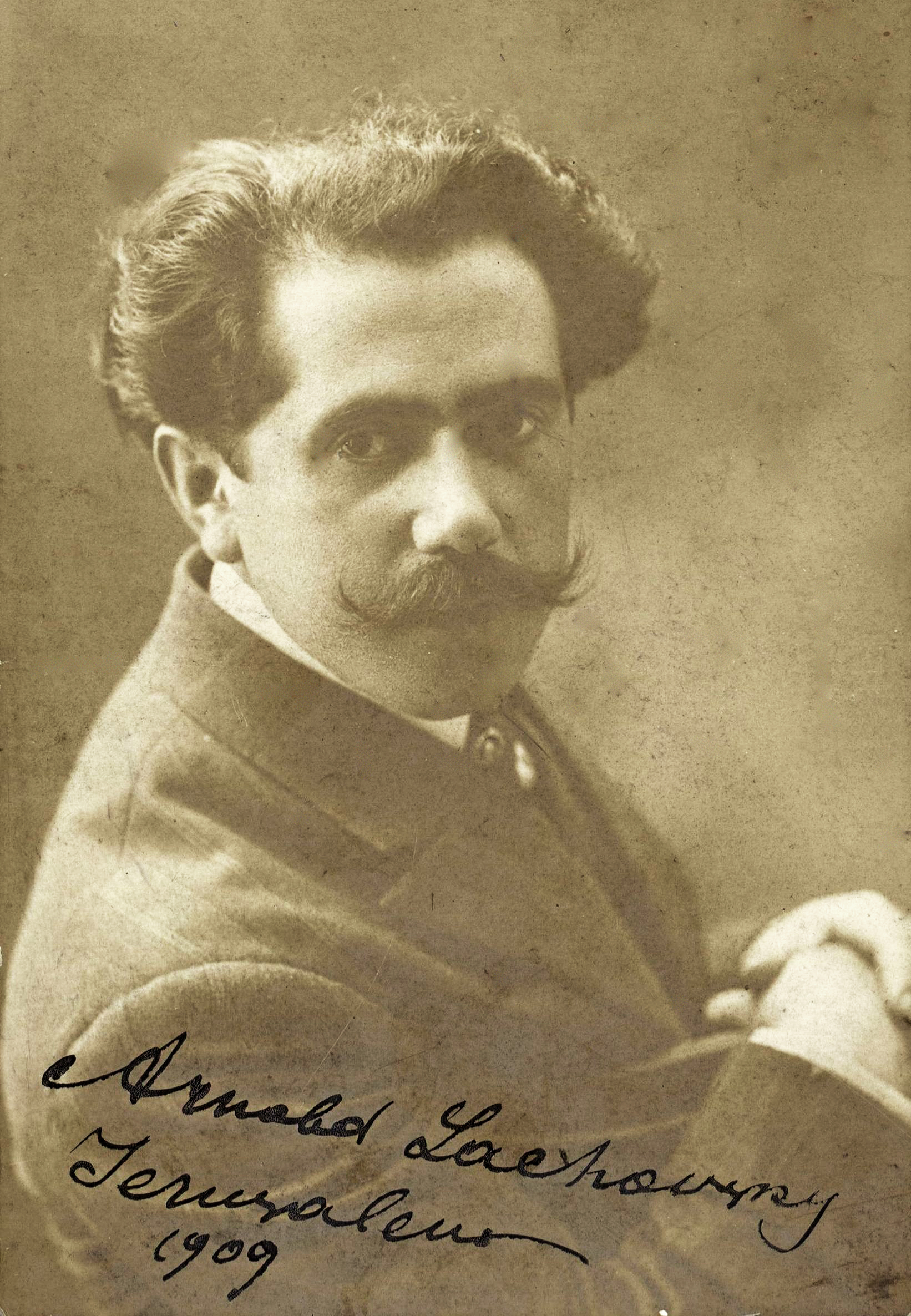
Arnold Lachowski

Arnold Borissowitsch Lachowski (russisch Арнольд Борисович Лаховский, engl. Transkription Arnold Borisovich Lakhovsky, auch Aaron Berkovich genannt; * 15. Januarjul. / 27. Januar 1880greg. in Tschornobyl, Ukraine; † 7. Januar 1937 in Manhattan, New York) war ein russischer Kunstmaler.
Er absolvierte eine Malereiausbildung an der Kunstakademie von Odessa bei Kyriak Kostandi und Gennadi Ladyschewski, später seit dem 14. November 1903 an der Königlichen Akademie der Künste in München bei der Malschule Marr, an der Malschule von Anton Ažbe und seit 1904 an der Kaiserlichen Kunstakademie in Sankt Petersburg, seit 1907 bei Ilja Jefimowitsch Repin. 1908 besuchte er Palästina, erkrankte dort und musste bis 1910 bleiben. Er unterrichtete in dieser Zeit in einer Kunsthandwerkschule in Jerusalem. Ab 1912 lebte er in Sankt Petersburg. 1925 wanderte er nach Paris aus, wo seine Bilder in der Galerie Tedesco ausgestellt wurden. 1933 wechselte er nach New York City und gab Unterricht an der School of The Museum of Fine Arts in Boston.